# Oidaematophorus
Oidaematophorus is een geslacht van vlinders in de familie van de vedermotten (Pterophoridae). De wetenschappelijke naam van het geslacht werd voor het eerst geldig gepubliceerd in 1862 door Hans Daniel Johan Wallengren.
De typesoort van het geslacht is Alucita lithodactyla Treitschke, 1833

## Soorten
- Oidaematophorus alaskensis
- Oidaematophorus alpinus
- Oidaematophorus angulofuscus
- Oidaematophorus ares
- Oidaematophorus arion
- Oidaematophorus auster
- Oidaematophorus balanotes
- Oidaematophorus beneficus
- Oidaematophorus betsiae
- Oidaematophorus buphthalmi
- Oidaematophorus cadmus
- Oidaematophorus castor
- Oidaematophorus chamelai
- Oidaematophorus chrysocomae
- Oidaematophorus cinerarius
- Oidaematophorus cochise
- Oidaematophorus coniodactylus
- Oidaematophorus constanti
- Oidaematophorus coquimboicus
- Oidaematophorus corvus
- Oidaematophorus costatus
- Oidaematophorus cristobalis
- Oidaematophorus devriesi
- Oidaematophorus downesi
- Oidaematophorus eros
- Oidaematophorus espeletiae
- Oidaematophorus falsus
- Oidaematophorus giganteus
- Oidaematophorus glaphyrotes
- Oidaematophorus glenni
- Oidaematophorus grandaevus
- Oidaematophorus hololeucus
- Oidaematophorus inulaevorus
- Oidaematophorus iobates
- Oidaematophorus irenaeus
- Oidaematophorus iwatensis
- Oidaematophorus lithodactyla - Pluimpjesvedermot
- Oidaematophorus luteolus
- Oidaematophorus mallecoicus
- Oidaematophorus mauleicus
- Oidaematophorus medius
- Oidaematophorus mesoleucus
- Oidaematophorus meyricki
- Oidaematophorus mizar
- Oidaematophorus nigrofuscus
- Oidaematophorus nodopea
- Oidaematophorus ochracealis
- Oidaematophorus pan
- Oidaematophorus paraochracealis
- Oidaematophorus pectodactylus
- Oidaematophorus pelodactyla
- Oidaematophorus perditus
- Oidaematophorus phoebus
- Oidaematophorus pollux
- Oidaematophorus prometopa
- Oidaematophorus rigidus
- Oidaematophorus rogenhoferi
- Oidaematophorus ruwenzoricus
- Oidaematophorus simplicissimus
- Oidaematophorus siskaellus
- Oidaematophorus socorroica
- Oidaematophorus testaceus
- Oidaematophorus triton
- Oidaematophorus vafradactylus
- Oidaematophorus varioides
- Oidaematophorus varius
- Oidaematophorus venapunctus